# Víktor Manakov (1960)
Víktor Manakov (rus: Виктор Манаков)  (Budogoshch, 26 de juliol de 1960 - Moscou, 12 de maig de 2019) va ser un ciclista soviètic, que combinà tant la ruta com la pista encara que va ser en aquesta modalitat on va obtenir majors èxits.
En el seu palmarès destaca la medalla d'or aconseguides als Jocs Olímpics en Persecució per equips. També ha guanyat 4 medalles als Campionats del Món de la mateixa especialitat.
És el marit de Jolanta Polikevičiūtė i pare de Víktor Manakov, ambdós també ciclistes.

## Palmarès en pista
- 1978
  -  Campió del món júnior en Persecució per equips (amb Alexandre Krasnov, Nikolai Kuznetsov i Ivan Mitchenko)
- 1979
  -  Campió de la Unió Soviètica en persecució
- 1980
  -  Medalla d'or als Jocs Olímpics de Moscou en la prova de persecució per equips, amb Valery Movchan, Vladimir Osokin i Vitaly Petrakov
- 1981
  -  Campió de la Unió Soviètica en persecució per equips
- 1981
  -  Campió de la Unió Soviètica en puntuació
- 1982
  -  Campió de la Unió Soviètica en Madison, amb Nikolai Kuznetsov
- 1985
  -  Campió de la Unió Soviètica en puntuació
  -  Campió de la Unió Soviètica en persecució per equips
- 1986
  -  Campió de la Unió Soviètica en persecució per equips
- 1987
  -  Campió del món en persecució per equips, amb Alexander Krasnov, Viatxeslav Iekímov i Sergeï Chmelinine
  -  Campió de la Unió Soviètica en persecució per equips

## Palmarès en ruta
- 1982
  - Vencedor d'una etapa al Tour de Loir i Cher
- 1985
  - Vencedor d'una etapa a la Volta a Àustria